# مافیا (مجموعه بازی)
مافیا (انگلیسی: Mafia) مجموعه‌ای از بازی‌های ویدئویی اکشن-ماجراجویی است که توسط ۲کی چک و هنگر ۱۳ توسعه شده و توسط ۲کی گیمز منتشر شده‌است.

## بازی‌ها
| سال                  | عنوان                       | توسعه‌دهند          | انتشار خانگی                        | انتشار خانگی      | انتشار خانگی |
| سال                  | عنوان                       | توسعه‌دهند          | کنسول                               | کامپیوتر          | موبایل       |
| مجموعه اصلی          | مجموعه اصلی                 | مجموعه اصلی        | مجموعه اصلی                         | مجموعه اصلی       | مجموعه اصلی  |
| -------------------- | --------------------------- | ------------------ | ----------------------------------- | ----------------- | ------------ |
| ۲۰۰۲                 | مافیا (بازی)                | Illusion Softworks | پلی‌استیشن ۲, ایکس‌باکس               | مایکروسافت ویندوز |              |
| ۲۰۱۰                 | مافیا ۲                     | 2K Czech           | پلی‌استیشن ۳, ایکس‌باکس ۳۶۰           | ویندوز, OS X      |              |
| ۲۰۱۶                 | مافیا ۳                     | هنگر ۱۳            | پلی‌استیشن ۴, ایکس‌باکس وان           | ویندوز, OS X      |              |
| ۲۰۲۰                 | مافیا: نسخه واضح            | هنگر ۱۳            | پلی‌استیشن ۴, ایکس‌باکس وان           | ویندوز            |              |
| ۲۰۲۵                 | مافیا: کشور قدیمی           | هنگر ۱۳            | پلی استیشن ۵ ,ایکس باکس سری ایکس/اس | ویندوز            |              |
| بسته توسعه دهندگان   |                             |                    |                                     |                   |              |
| ۲۰۱۰                 | مافیا ۲: خیانت جیمی         | ۲کی چک             | PS3, Xbox 360                       | ویندوز            |              |
| ۲۰۱۰                 | مافیا ۲: انتقام جیمی        | ۲کی چک             | PS3, Xbox 360                       | ویندوز            |              |
| ۲۰۱۰                 | مافیا ۲:ماجراهای جو         | ۲کی چک             | PS3, Xbox 360                       | ویندوز            |              |
| ۲۰۱۷                 | مافیا ۳:سریعتر ، عزیزم!     | هنگر ۱۳            | پی‌اس۴، ایکس‌باکس وان                 | ویندوز, OS X      |              |
| ۲۰۱۷                 | مافیا ۳: سنگ‌های واژگون نشده | هنگر ۱۳            | پی‌اس۴، ایکس‌باکس وان                 | ویندوز, OS X      |              |
| ۲۰۱۷                 | مافیا ۳: نشانه زمان         | هنگر ۱۳            | پی‌اس۴، ایکس‌باکس وان                 | ویندوز, OS X      |              |
| نسخه های بازسازی شده |                             |                    |                                     |                   |              |
| ۲۰۲۰                 | مافیا ۲: نسخه واضح          | d3t Ltd            | پی‌اس۴، ایکس‌باکس وان                 | ویندوز            |              |
| اسپین آف موبایل      |                             |                    |                                     |                   |              |
| ۲۰۱۰                 | مافیا ۲: موبایل             | Twistbox Games     |                                     |                   | تلفن همراه   |
| ۲۰۱۶                 | مافیا ۳: حریف               | Cat Daddy Games    | آی‌اواس، اندروید                     |                   |              |